# Hôtel de Soubise
L'Hôtel de Soubise, già Hôtel de Clisson, poi Hôtel de Guise, è un palazzo nobiliare parigino situato all'incrocio delle attuali rue des Francs-Bourgeois e rue des Archives, nel quartiere del Marais, compreso nel III arrondissement di Parigi. Oggi è la sede degli Archivi Nazionali francesi, e insieme all'adiacente Hôtel de Rohan ospitano le sale d'esposizione che formano il Musée de l'Histoire de France.

## Storia e descrizione

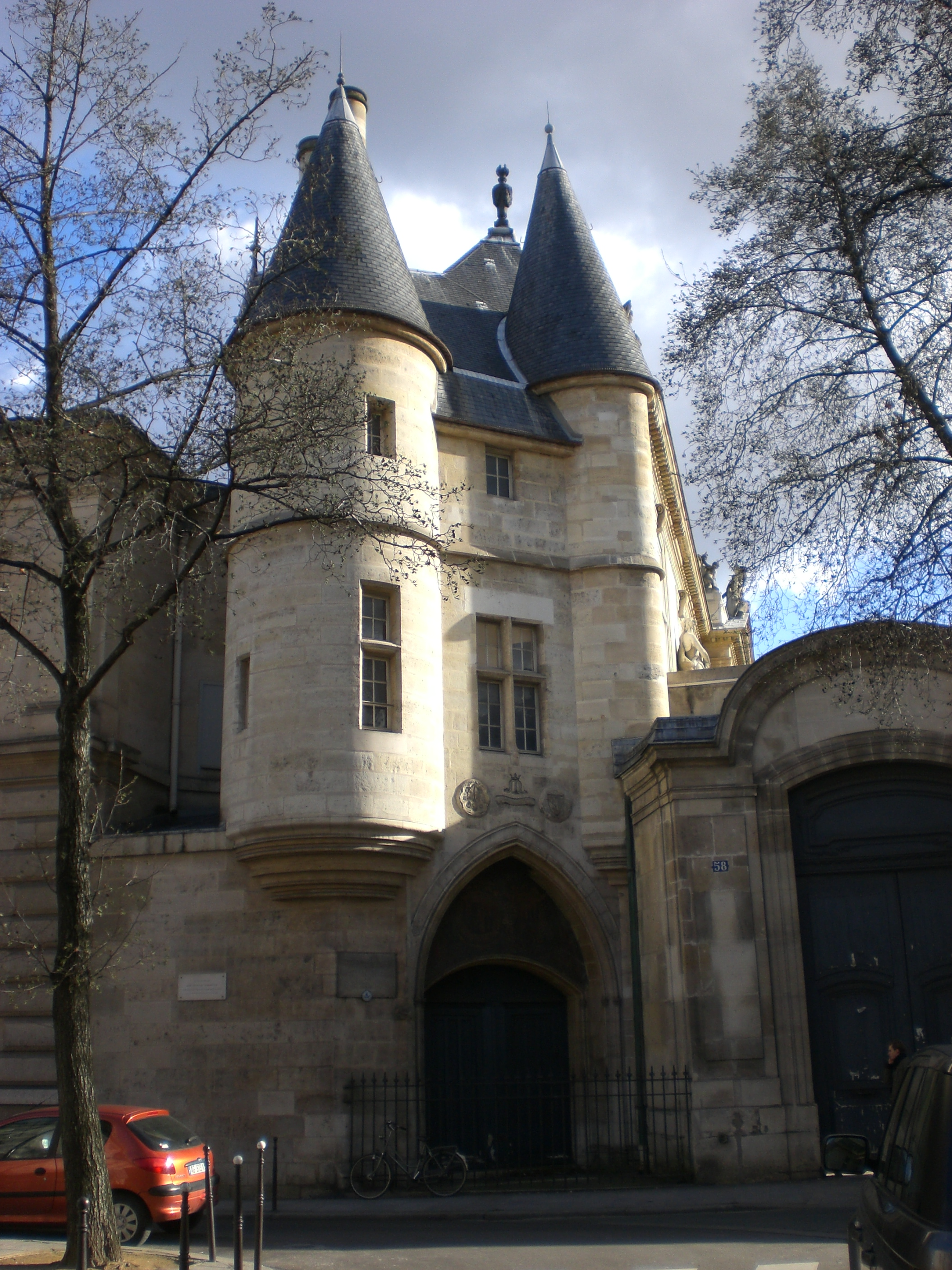
Resto dell'Hôtel de Clisson, XIV secolo

Dal 1371, Olivier de Clisson, Connestabile di Francia, si fa costruire qui una nuova residenza, che prenderà il nome di Hôtel de Clisson. Il terreno, all'epoca, si trovava fuori della cinta muraria cittadina costruita da Filippo Augusto, così si presentava come una struttura fortificata, infatti ancora oggi ne resta visibile l'unico reperto di questo edificio, la porta d'accesso al numero 58 di rue des Archives, serrata fra due torrette con copertura conica.
Nel 1553, Francesco di Lorena, Duca di Guisa, e sua moglie Anna d'Este, acquistano l'Hôtel de Clisson che diverrà l'Hôtel de Guise. S'intraprendono grandi lavori di rifacimento che, affidati all'architetto Gabriel Soulignac, si protrarranno per tutto il XVI secolo. Si commissiona anche una cappella al Primaticcio, decorata da affreschi eseguiti da Nicolò dell'Abate. Durante le Guerre di religione, il ruolo di Enrico di Guisa, capo della Lega cattolica, ne fa il quartier generale della « Sainte Union ». È da qui che sarà ordinato nel 1572 il massacro della Notte di San Bartolomeo, e preparata la cosiddetta Journée des barricades nel 1588 durante l'ottava Guerra di religione, che porterà alla fuga di Enrico III a Blois.
Nella seconda metà del '600, con Maria I di Guisa, ultima discendente del casato, il palazzo e i suoi giardini vengono notevolmente abbelliti e diverranno uno dei più prestigiosi luoghi di feste reali di Parigi, animati dallo scrittore Pierre Corneille e dal compositore Marc-Antoine Charpentier. Dell'Hôtel de Guise restano la cappella e la sala delle Guardie.
Il 27 marzo 1700, il principe François de Rohan-Soubise e sua moglie, Anne de Rohan-Chabot, acquistano il palazzo dalla famiglia Guisa, ormai priva di eredi. Da allora l'edificio prenderà definitivamente il nome di Hôtel de Soubise. Sarà ricostruito secondo i progetti dell'architetto Pierre-Alexis Delamair, che ne cambierà l'orientamento della facciata e creerà il fastoso cortile d'onore a ferro di cavallo, cinto da un portico terrazzato a colonne binate. La facciata, con corpo centrale leggermente sporgente e sormontato da timpano triangolare, è serrata fra due ordini di colonne corinzie binate e aperta da grandiosi finestroni alla francese. Le statue, settecentesche, sono di Robert Le Lorrain; le griglie dei balconi sono ornate da rombi, emblema dei Rohan.
Nel 1732, con il secondo matrimonio di Hercule Mériadec, figlio ereditario di François de Soubise, con la giovane principessa Marie-Sophie de Courcillon, si provvede alla risistemazione degli appartamenti del palazzo. I lavori vengono affidati all'architetto Germain Boffrand, che a partire dal 1736 rifarà tutta la decorazione interna in un sublime stile rococò ed erigerà un nuovo padiglione, di forma ovale, nell'ala nord per ampliare gli appartamenti dei principi. Queste stanze sono classificate fra i più alti esempi dello stile rococò, dove la ricchezza ornamentale della linea curva si fonde con l'armonia degli ori (lucidi e opachi) e dei colori, nel rispetto di quell'equilibrio ispirato dalla natura e dai suoi elementi.

## Gli appartamenti dei principi

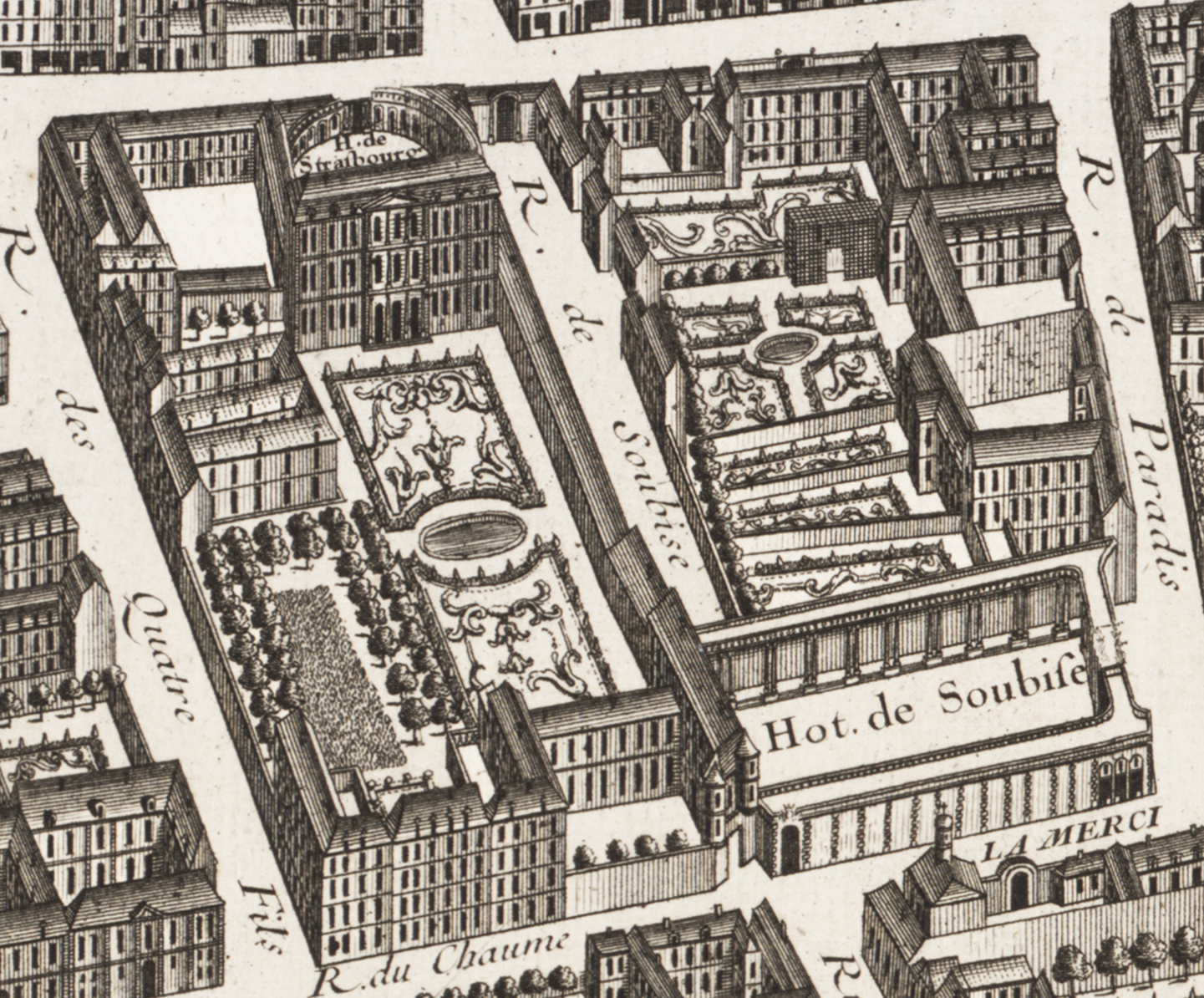
Hôtel de Soubise e Hôtel de Rohan circa 1737

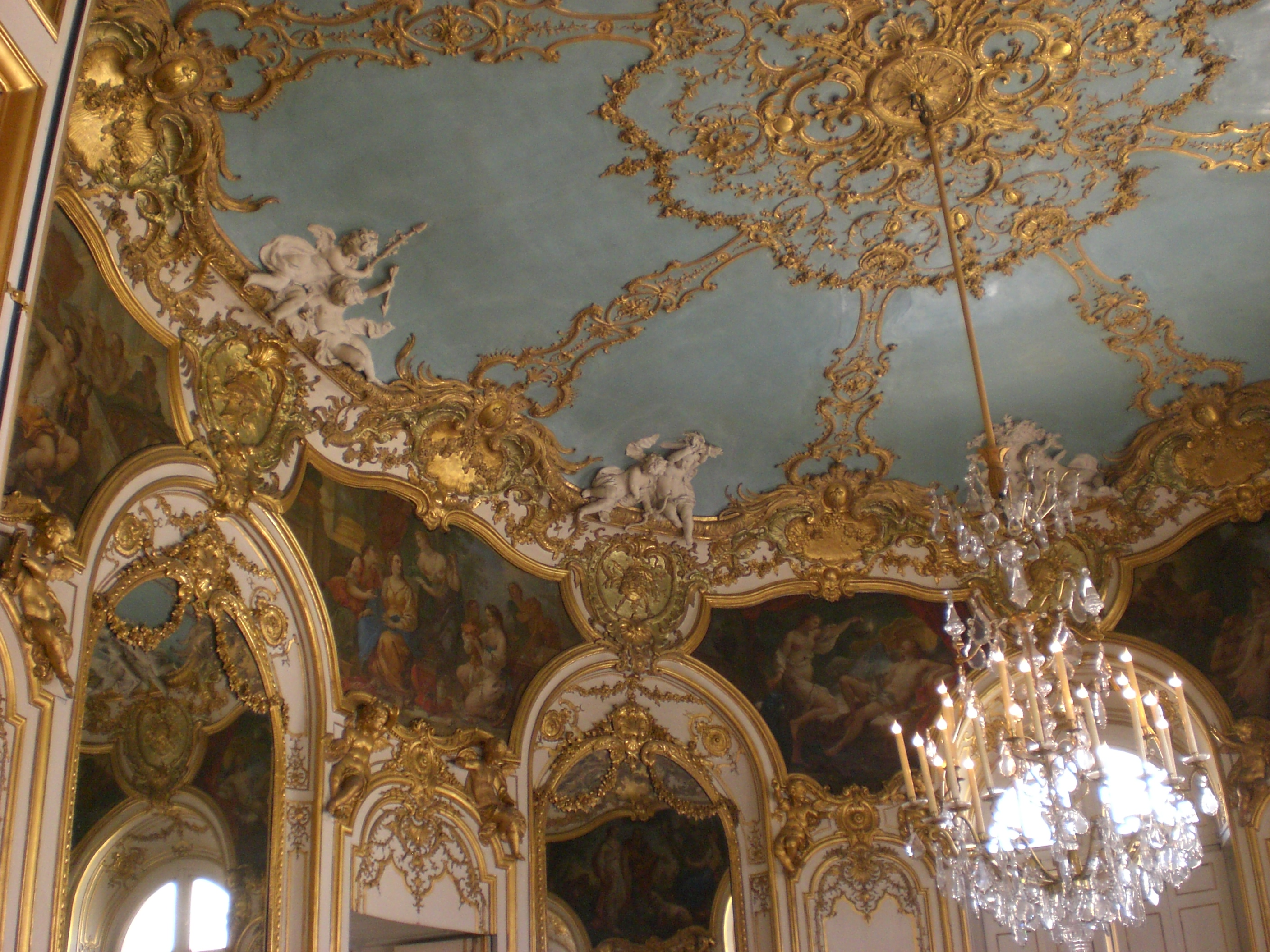
Salone Ovale

Tutto l'edificio si sviluppa su due piani. Un cortile d'onore a ferro di cavallo precede la facciata, e una seconda corte a giardino si apre sul retro del corpo principale, compresa fra le ali meridionale e settentrionale del palazzo. L'ala nord racchiude gli appartamenti principeschi. 
Dalla facciata, si accede al vestibolo, dominato dallo scenografico scalone monumentale. Al pianterreno è l'Appartamento privato del Principe di Soubise, a quello superiore, l'Appartamento della Principessa. Entrambi costituiscono un capolavoro assoluto dell'arte Rococò, o stile Luigi XV 
, dovuta principalmente ai più grandi artisti del tempo: Germain Boffrand, per l'architettura e disegno decorativo; François Boucher, Charles-André van Loo, Charles-Joseph Natoire, Jean II Restout, per le pitture; Jean-Baptiste Lemoyne, Lambert-Sigisbert Adam, per le sculture.
- Sala delle Guardie dei Guisa, dall'ornamentazione cinquecentesca, resto dell'antico Hôtel de Guise, e collocazione storica di due arazzi della Caccia di Massimiliano della Manifattura dei Gobelins, oggi al Louvre.
- Sala dell'Assemblea, con due sovrapporte di Venere al Bagno di François Boucher e Venere di Charles-André van Loo.
- Camera d'apparato del principe di Soubise, che presenta una fastosa decorazione con boiserie bianche leggiadramente intagliate in tono su tono da Boffrand dalla quale spiccano le due splendide sovrapporte, Venere e Marte di Van Loo, e Aurora e Cefalo di Boucher. Due grandi colonne corinzie dividono l'alcova.
- Salone della musica. Stanza ovale ricavata nel padiglione nord aggiunto da Boffrand. L'esuberante decorazione rococò con boiserie e stucchi a colori bianco avorio e grigio di lino, presenta otto importanti altorilievi nelle lunette della volta. I primi quattro: la Poesia e le Arti plastiche, la Musica, la Giustizia, e il Tempo-Storia-Gloria sono di Lambert-Sigisbert Adam. Gli ultimi quattro: la Favola della Verità, l'Aritmetica, l'Epopea-Tragedia, e l'Astronomia realizzati nel 1738 da Jean-Baptiste Lemoyne. Originali le cornici delle grandi specchiere dorate, a forma di foglie di palma.
- Camera d'apparato della principessa di Soubise, dalla sfarzosa decorazione rococò originale del 1735-37 costituita da boiserie in bianco e oro, specchiere, tappezzerie in damasco rosso, letto a baldacchino e balaustrata dorata. Le splendide sovrapporte con le Tre Grazie e Amore sono di François Boucher e di Pierre-Charles Trémolières, vi si conservano due paesaggi di Boucher.
- Salone ovale, capolavoro assoluto dello stile rocaille è la stanza più interessante dell'intero appartamento. Dovuta a Boffrand per l'architettura e disegno delle ricche e leggere decorazioni a stucchi dorati lucidi e opachi, si completa di otto pannelli con la storia di Psiche, eseguiti a partire dal 1737 da Charles-Joseph Natoire.

## Il Museo della Storia di Francia - Archivi Nazionali

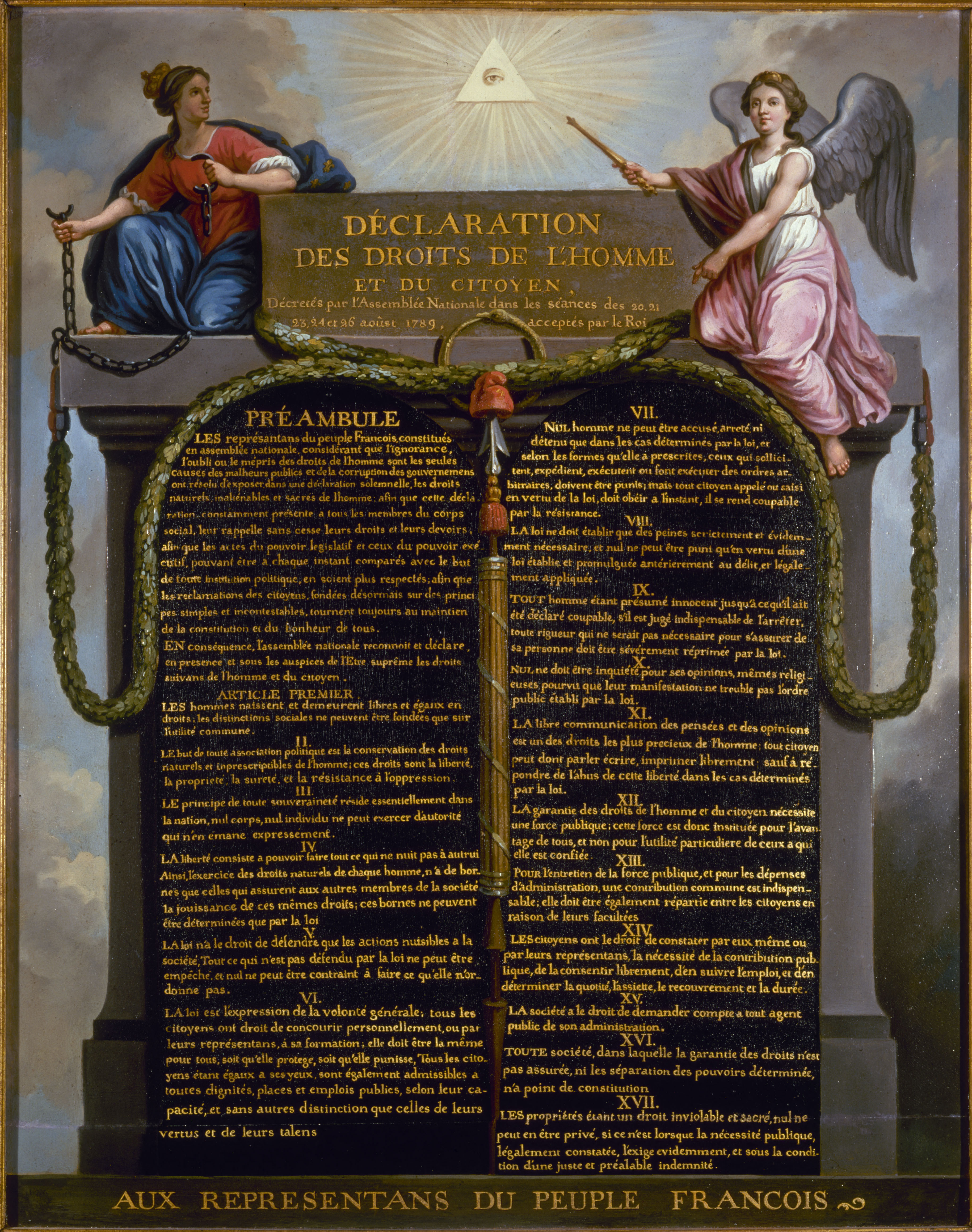
Dichiarazione dei Diritti dell'uomo e del cittadino

Ai tempi della Rivoluzione francese, il palazzo diviene proprietà statale e il 6 marzo 1808 diviene ufficialmente sede degli Archives de l'Empire (Archivi imperiali). L'École nationale des chartes vi si installerà dal 1846 al 1866. Napoleone III, nel 1867 vi fonderà il Musée de l'Histoire de France, atto a raccogliere e presentare interessanti documenti che illustrano la Storia francese dall'epoca merovingia al XIX secolo. Fra i documenti più preziosi conservati si ricordano la Dichiarazione dei diritti dell'uomo e del cittadino, una lettera di Giovanna d'Arco, l'Editto di Nantes e il testamento di Napoleone Bonaparte.

## Galleria d'immagini

Blasone dei Rohan
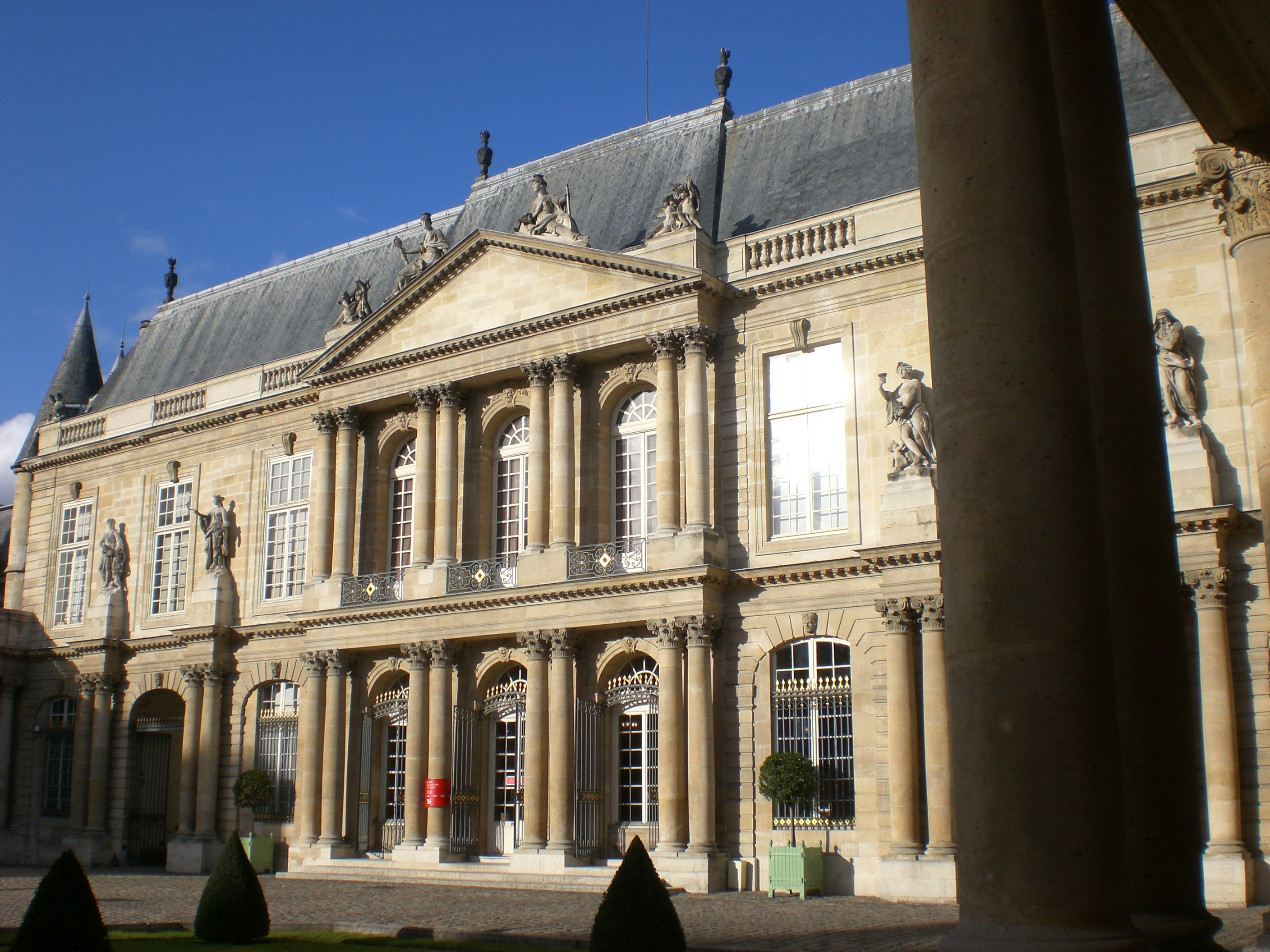
Facciata
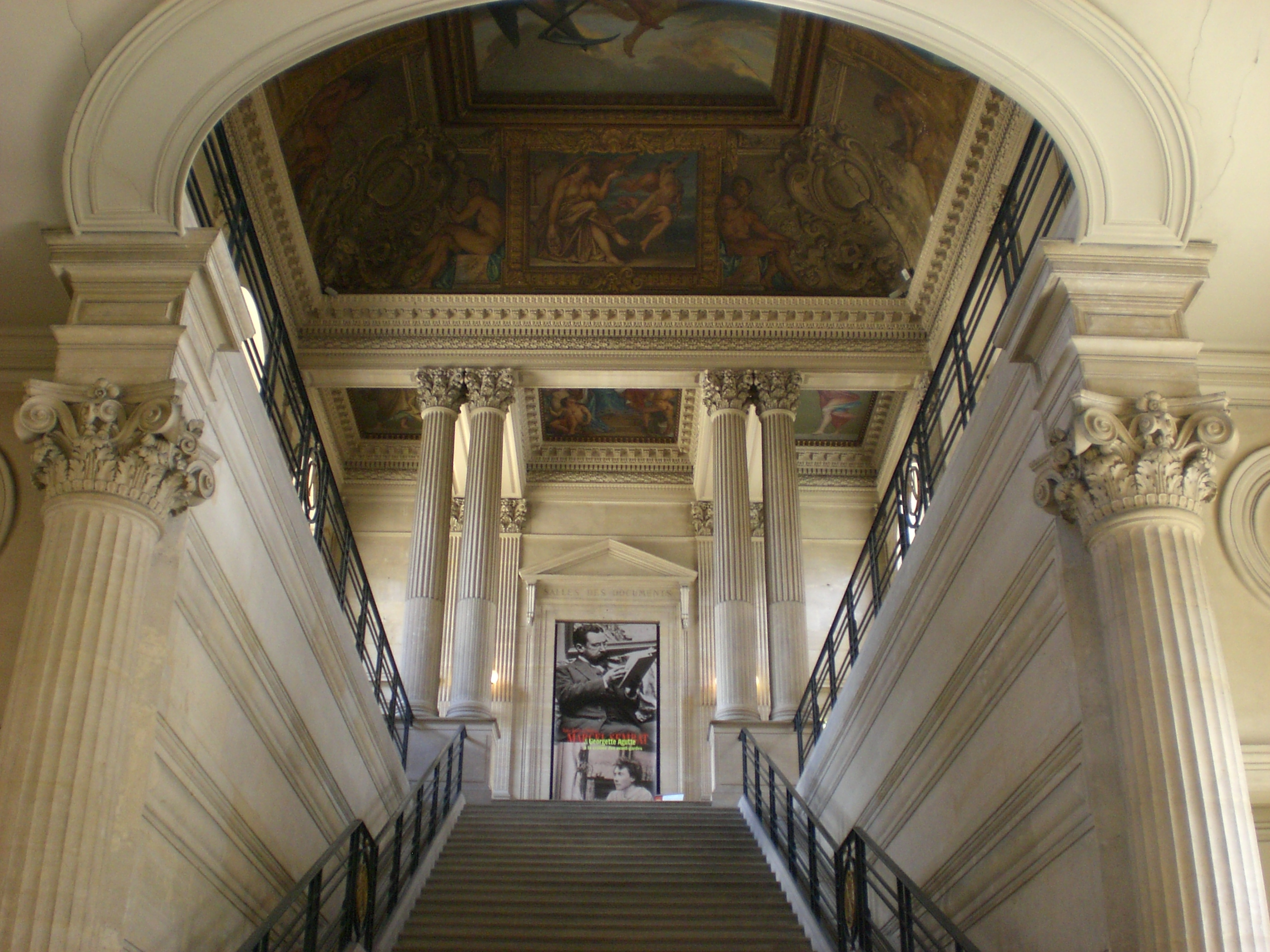
Scalone d'Onore
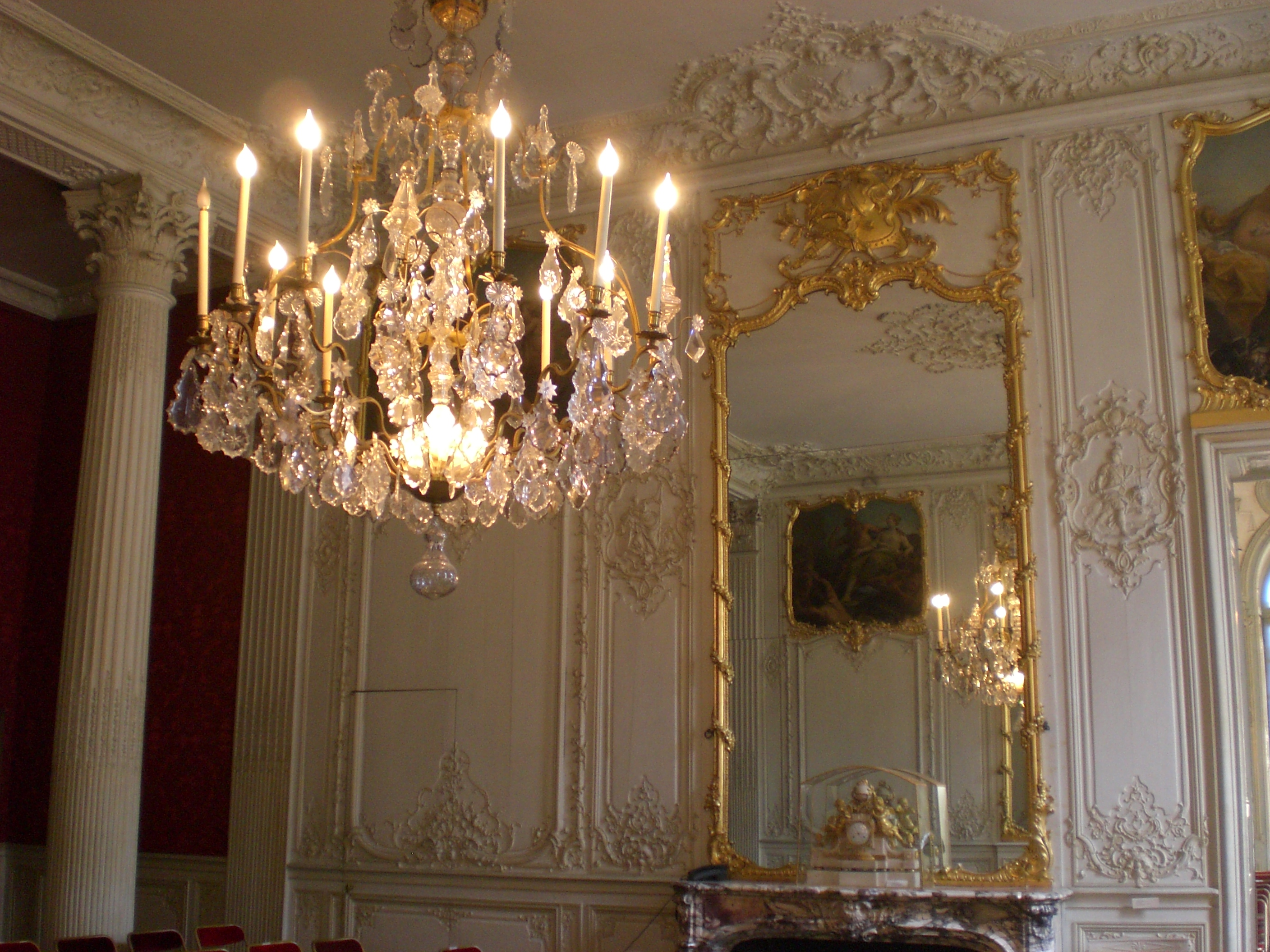
Camera d'apparato del Principe di Soubise
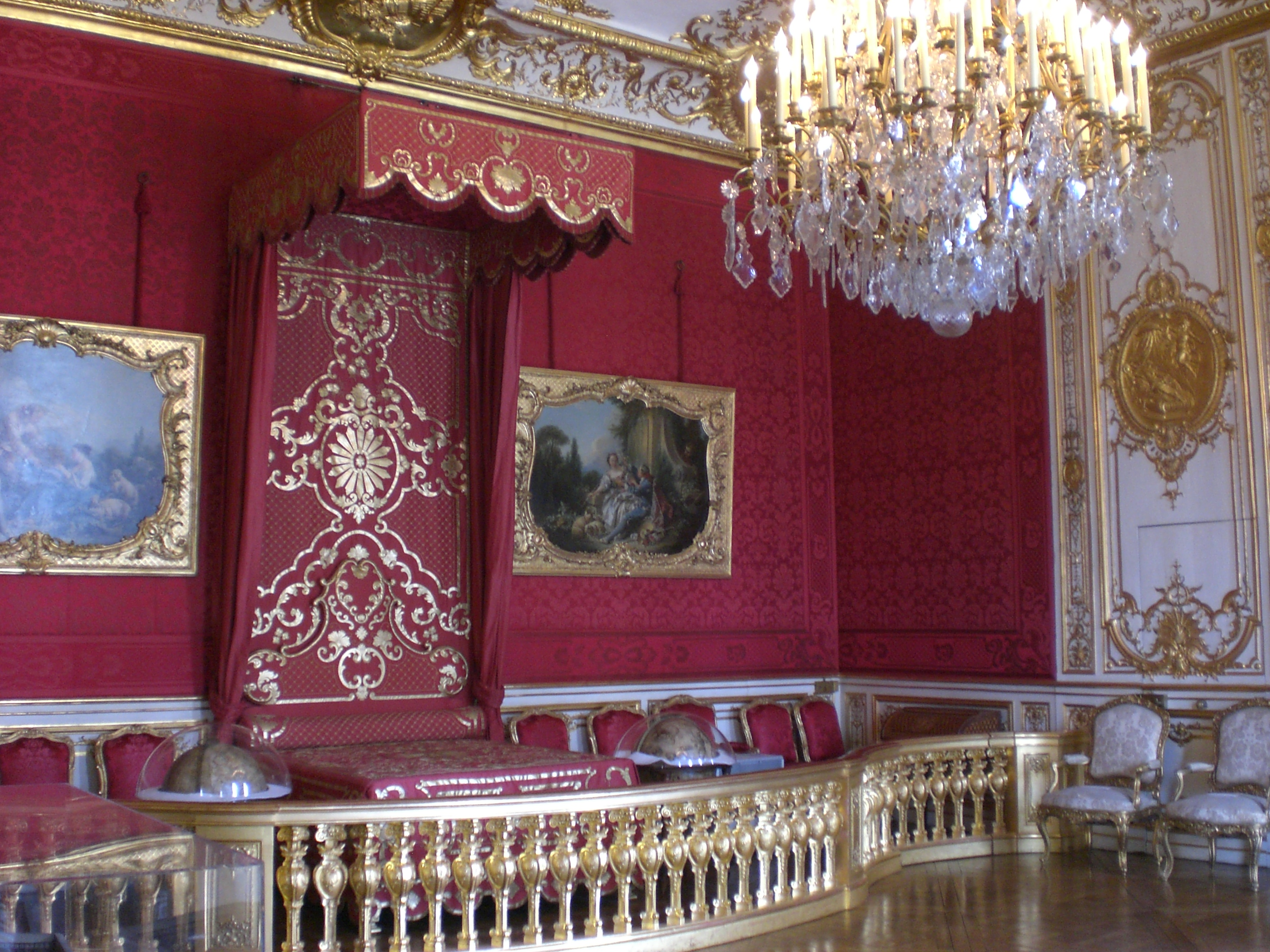
Camera d'apparato della Principessa di Soubise
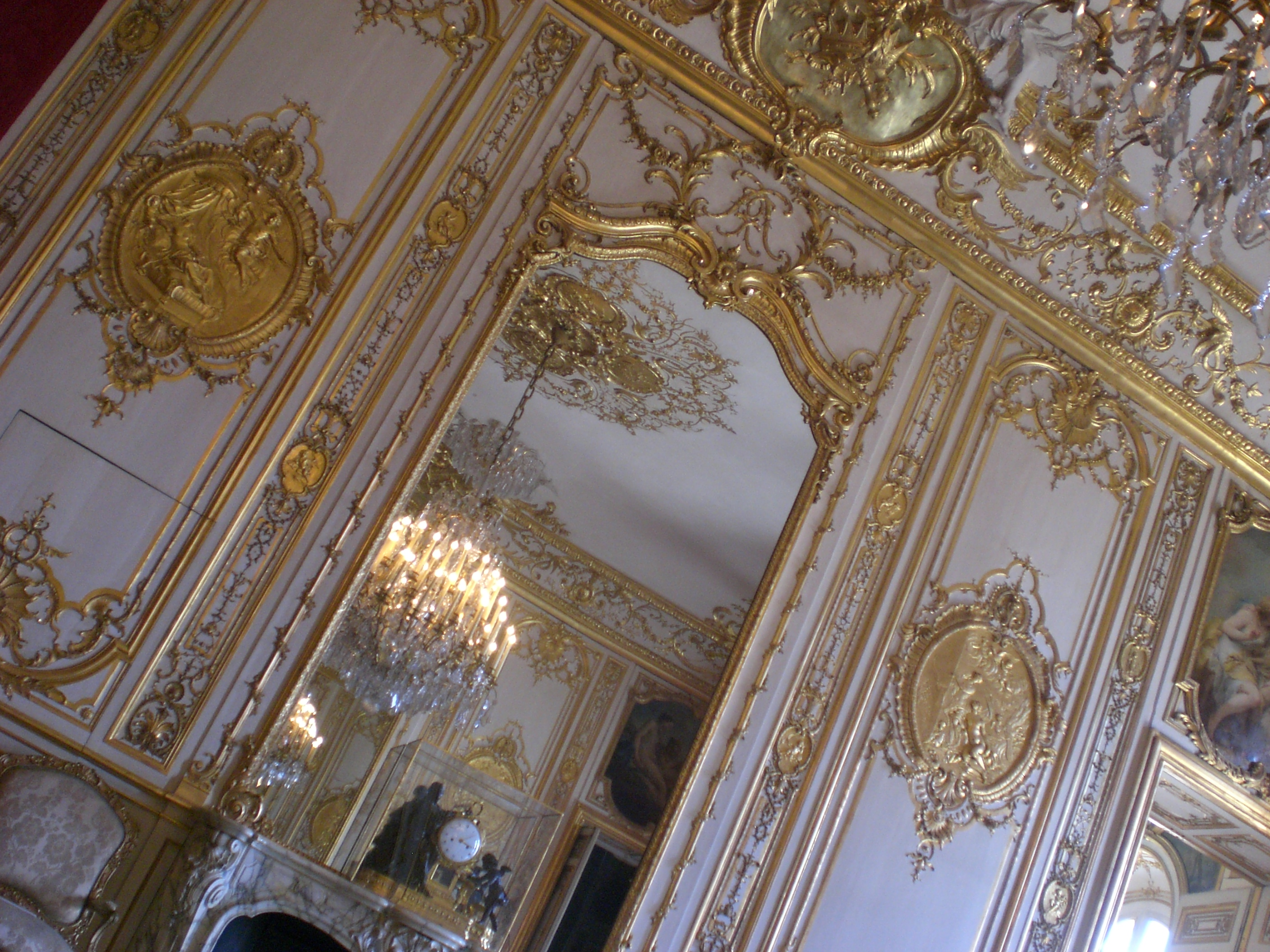
Camera d'apparato della Principessa di Soubise